# Kościół Matki Bożej Królowej Świata w Jaśle
Kościół Matki Bożej Królowej Świata – rzymskokatolicki kościół parafialny należący do dekanatu Jasło Zachód diecezji rzeszowskiej.
Świątynia w Niegłowicach została zbudowana w 1924 roku jako Dom Ludowy. W 1944 roku ówczesny wikariusz jasielski ksiądz dr Stanisław Mierzwa, utworzył w nim placówkę religijną, za zgodą ówczesnych władz gromadzkich. Sala teatralna została przystosowana do potrzeb kultu religijnego i została poświęcona przez księdza doktora Stanisława Mierzwę w dniu 15 listopada 1944 roku. Od 1949 roku do października 1956 roku trwał spór o kaplicę między Powiatowym Referentem Wyznań w Jaśle a mieszkańcami Niegłowic. Władze powiatowe chciały zlikwidować kaplicę, natomiast ludzie będąc przekonani, że Dom Ludowy jest ich własnością czyli gromady, starali się ją zachować. Ostatecznie po październiku 1956 roku władze zrezygnowały ze swoich zamiarów, a katolicy z Niegłowic i Brzyścia dzięki modlitwom, wytrwałości i nieugiętości zatrzymali kaplicę. Biskup Franciszek Barda dekretem z dnia 4 maja 1957 roku. ustanowił w Niegłowicach wikariat podporządkowany parafii farnej w Jaśle, z prawem spełniania wszystkich funkcji duszpasterskich i wydawania metryk. W dniu 1 kwietnia 1991 roku Urząd Wojewódzki w Krośnie wydał decyzję o prawie własności całej nieruchomości, czyli kościoła i sąsiednich parceli na rzecz parafii w Niegłowicach. W 1994 roku zostało wyremontowane wnętrze świątyni. W 1999 roku została rozpoczęta generalna przebudowa i remont świątyni jako wotum Roku Jubileuszowego. Budowla została konsekrowana przez biskupa Edwarda Białogłowskiego, biskupa pomocniczego diecezji rzeszowskiej w dniu 22 sierpnia 2007 roku.